# Ben-Ammi

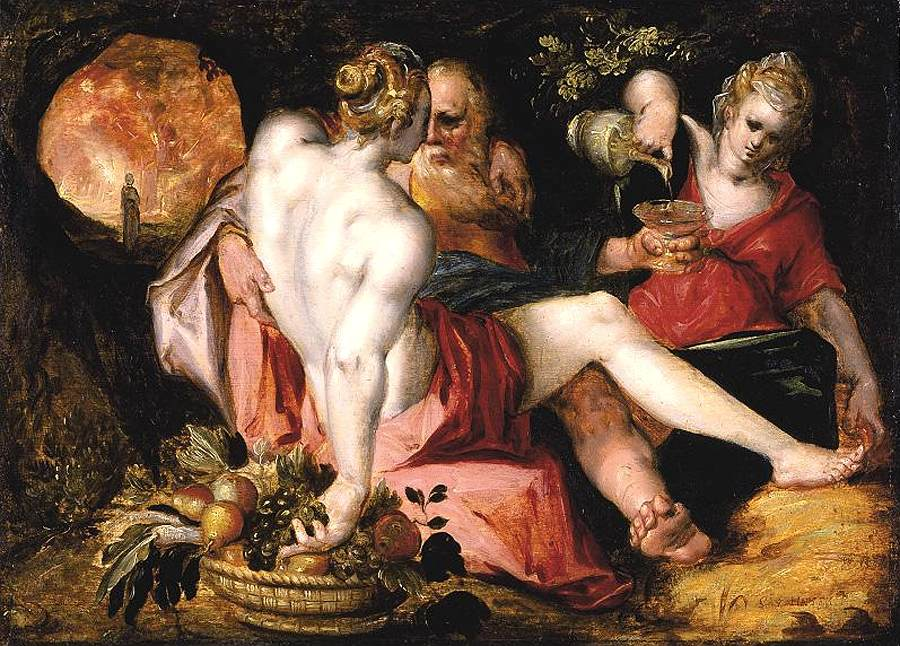
Jan Harmenz. Muller: Lot und seine Töchter, 1600

Ben-Ammi (hebräisch בֶּן־עַמִּי, auch Benammi oder engl. Ben-ammi) ist im Tanach bzw. Alten Testament der Stammvater der Ammoniter. 

## Biblische Darstellung
Laut der Darstellung in Gen 19,30–38  greifen die beiden Töchter Lots zu einer ungewöhnlichen Maßnahme, da im abgelegenen Bergland, wo sie leben, keine Aussicht auf einen Ehemann besteht. Sie machen ihren Vater betrunken und „legen sich zu ihm“, was heißt, dass sie mit ihm Geschlechtsverkehr haben. Beide Töchter werden in aufeinander folgenden Nächten schwanger. Die ältere gebiert Moab, die jüngere Ben-Ammi. Lot ist somit Vater und gleichzeitig Großvater der beiden, die in der Folge zu Stammvätern ganzer Völker werden: Moab wird zum Stammvater der Moabiter, Ben-Ammi zum Stammvater der Ammoniter. Da Lot ein Neffe Abrahams ist, sind die beiden Brudervölker mit den Hebräern bzw. Israeliten verwandt.

## Etymologie
Ben-Ammi könnte als Singular verwandt sein mit der Plural-Wendung „Söhne meines Volkes“ (hebräisch בְּנֵי עַמִּי) in Gen 23,11  und Ri 14,16 . Dann hätte der Name die Bedeutung „Sohn meines Volkes“ bzw. „Sohn meiner Sippe“. עַם am kann aber auch einen männlichen Verwandten oder genauer den Großvater bezeichnen. Dann hätte Ben-Ammi die Bedeutung „Sohn meines männlichen Verwandten“ oder „Sohn meines Großvaters“. 
In jedem Fall wird Ben-Ammi eine volksetymologische Bildung für den vorgefundenen Stammesnamen Ammon bzw. Ammoniter sein. Mit der Inzest-Geschichte wird eine Verwandtschaft des Nachbarvolkes mit dem Volk Israel angedeutet, dabei aber gleichzeitig eine negative Bewertung transportiert.